# Mark Woodforde
Mark Raymond Woodforde, OAM (* 23. September 1965 in Adelaide) ist ein ehemaliger australischer Tennisspieler.

## Karriere
Woodforde begann seine Karriere 1984. Während seiner Laufbahn gewann er vier Einzeltitel, darunter zweimal das Profiturnier in seiner Heimatstadt Adelaide. Bei den Australian Open 1996 erreichte er ohne Setzung das Halbfinale, in dem er Boris Becker in drei Sätzen unterlag. Seine beste Platzierung in der Weltrangliste im Einzel war am 22. April 1996 mit Rang 19.
Im Doppel gewann er zwölf Grand-Slam-Turniere, davon elf an der Seite von Todd Woodbridge, außerdem triumphierte er 1989 mit John McEnroe beim Doppelwettbewerb der US Open. Mit ihrem einzigen Sieg bei den French Open, im Jahr 2000, komplettierten er und Woodbridge sowohl als Einzelspieler wie auch als Team den Karriere-Grand-Slam. Zusammen mit Todd Woodbridge bildete er eines der erfolgreichsten Herrendoppel der Tennisgeschichte. In der Öffentlichkeit wurden die beiden The Woodies genannt. Mit Partner Woodbridge gewann er 61 Doppelturniere. Außerdem gewannen die beiden 1996 die Goldmedaille bei den Olympischen Spielen in Atlanta und die Silbermedaille bei den Olympischen Spielen 2000 in Sydney. Zum 16. November 1992 übernahm er erstmals die Führung in der Weltrangliste, an deren Spitze er mit mehrfacher Unterbrechung für insgesamt 84 Wochen stand.
Im Mixed gewann Mark Woodforde weitere fünf Grand-Slam-Titel. Auch hier gelang ihm mit dem Sieg bei den French Open 1995 die Komplettierung des Karriere-Grand-Slams.
Mit Australien konnte er in drei Davis-Cup-Endspiele einziehen und 1999 das Finale gegen Frankreich gewinnen. Es war der erste Sieg für Australien nach einer 13 Jahre dauernden Durststrecke. Die letzte Tennispartie seiner Karriere bestritt er 2000 im Finale des Davis Cups gegen Spanien. Die Doppelpartie an der Seite Sandon Stolles endete mit einer Niederlage gegen Juan Balcells und Àlex Corretja.
Nach seinem Karriereende wurde Mark Woodforde Trainer des australischen Fed-Cup-Teams. Ab 2007 betreute er zeitweise Novak Đoković. Seit 2009 ist er Turnierdirektor des Einladungsturniers World Tennis Challenge in Adelaide.
Für seinen Olympiasieg 1996 erhielt er am 26. Januar 1997 den Order of Australia. 2010 wurden Woodforde und sein langjährigen Doppelpartner Woodbridge offiziell in die International Tennis Hall of Fame aufgenommen. Er ist verheiratet und hat zwei Kinder.

## Erfolge
| Legende (Siege in Klammern)                                |
| Grand Slam (17)                                            |
| Olympische Spiele (1)                                      |
| Tennis Masters Cup (2)                                     |
| ATP Masters Series (14)                                    |
| ATP Championship Series ATP International Series Gold (12) |
| ATP World Series ATP International Series (30)             |
| ATP Challenger Tour (3)                                    |

| Titel nach Belag |
| Hartplatz (42)   |
| Sand (10)        |
| Rasen (11)       |
| Teppich (13)     |

### Einzel

#### Turniersiege

##### ATP Tour
| Nr. | Datum            | Turnier      | Belag     | Finalgegner   | Ergebnis           |
| --- | ---------------- | ------------ | --------- | ------------- | ------------------ |
| 1.  | 20. Januar 1986  | Auckland     | Hartplatz | Bud Schultz   | 6:4, 6:3, 3:6, 6:4 |
| 2.  | 4. Januar 1988   | Adelaide     | Hartplatz | Wally Masur   | 6:2, 6:4           |
| 3.  | 9. Januar 1989   | Adelaide     | Hartplatz | Patrik Kühnen | 7:5, 1:6, 7:5      |
| 4.  | 22. Februar 1993 | Philadelphia | Teppich   | Ivan Lendl    | 5:4 Aufgabe        |

##### Challenger Tour
| Nr. | Datum              | Turnier  | Belag     | Finalgegner          | Ergebnis |
| --- | ------------------ | -------- | --------- | -------------------- | -------- |
| 1.  | 16. September 1991 | Singapur | Hartplatz | Christo van Rensburg | 6:1, 6:4 |

#### Finalteilnahmen
| Nr. | Datum            | Turnier         | Belag     | Finalgegner      | Ergebnis      |
| --- | ---------------- | --------------- | --------- | ---------------- | ------------- |
| 1.  | 2. Oktober 1989  | Brisbane        | Hartplatz | Niclas Kroon     | 6:4, 2:6, 4:6 |
| 2.  | 3. August 1992   | Los Angeles (1) | Hartplatz | Richard Krajicek | 4:6, 6:2, 4:6 |
| 3.  | 9. November 1992 | Antwerpen       | Teppich   | Richard Krajicek | 2:6, 2:6      |
| 4.  | 1. August 1994   | Los Angeles (2) | Hartplatz | Boris Becker     | 2:6, 2:6      |
| 5.  | 12. Oktober 1998 | Singapur        | Hartplatz | Marcelo Ríos     | 4:6, 2:6      |

### Doppel

#### Turniersiege

##### ATP Tour
| Nr. | Datum              | Turnier         | Belag         | Partner         | Finalgegner                         | Ergebnis                |
| --- | ------------------ | --------------- | ------------- | --------------- | ----------------------------------- | ----------------------- |
| 1.  | 26. September 1988 | Los Angeles     | Hartplatz     | John McEnroe    | Libor Pimek Michiel Schapers        | 6:4, 6:4                |
| 2.  | 3. Oktober 1988    | San Francisco   | Teppich       | John McEnroe    | Rick Leach Jim Pugh                 | 6:4, 7:6                |
| 3.  | 1. Mai 1989        | Monte Carlo     | Sand          | Tomáš Šmíd      | Paolo Canè Diego Nargiso            | 1:6, 6:4, 6:2           |
| 4.  | 10. September 1989 | US Open         | Hartplatz     | John McEnroe    | Ken Flach Robert Seguso             | 6:4, 4:6, 6:3, 6:3      |
| 5.  | 18. Februar 1991   | Brüssel         | Teppich (i)   | Todd Woodbridge | Libor Pimek Michiel Schapers        | 6:3, 6:0                |
| 6.  | 11. März 1991      | Kopenhagen      | Teppich (i)   | Todd Woodbridge | Mansour Bahrami Andrei Olchowski    | 6:3, 6:1                |
| 7.  | 17. Juni 1991      | Queen’s Club    | Rasen         | Todd Woodbridge | Grant Connell Glenn Michibata       | 7:4, 7:6                |
| 8.  | 30. September 1991 | Brisbane        | Hartplatz     | Todd Woodbridge | John Fitzgerald Glenn Michibata     | 7:6, 6:3                |
| 9.  | 27. Januar 1992    | Australian Open | Hartplatz     | Todd Woodbridge | Kelly Jones Rick Leach              | 6:4, 6:3, 6:4           |
| 10. | 17. Februar 1992   | Memphis         | Hartplatz (i) | Todd Woodbridge | Kevin Curren Gary Muller            | 7:5, 4:6, 7:6           |
| 11. | 24. Februar 1992   | Philadelphia    | Teppich (i)   | Todd Woodbridge | Jim Grabb Richey Reneberg           | 6:4, 7:6                |
| 12. | 6. April 1992      | Singapur        | Hartplatz     | Todd Woodbridge | Grant Connell Glenn Michibata       | 6:7, 6:2, 6:4           |
| 13. | 17. August 1992    | Cincinnati      | Hartplatz     | Todd Woodbridge | Patrick McEnroe Jonathan Stark      | 6:3, 1:6, 6:3           |
| 14. | 19. Oktober 1992   | Tokio           | Hartplatz (i) | Todd Woodbridge | Jim Grabb Richey Reneberg           | 7:6, 6:4                |
| 15. | 2. November 1992   | Stockholm       | Teppich (i)   | Todd Woodbridge | Steve DeVries David Macpherson      | 6:4, 6:4                |
| 16. | 29. November 1992  | Johannesburg    | Hartplatz     | Todd Woodbridge | John Fitzgerald Anders Järryd       | 6:2, 7:6, 5:7, 3:6, 6:3 |
| 17. | 11. Januar 1993    | Adelaide        | Hartplatz     | Todd Woodbridge | John Fitzgerald Laurie Warder       | 6:4, 7:5                |
| 18. | 15. Februar 1993   | Memphis         | Hartplatz (i) | Todd Woodbridge | Jacco Eltingh Paul Haarhuis         | 7:5, 6:2                |
| 19. | 14. Juni 1993      | Queen’s Club    | Rasen         | Todd Woodbridge | Neil Broad Gary Muller              | 6:7, 6:3, 6:4           |
| 20. | 5. Juli 1993       | Wimbledon       | Rasen         | Todd Woodbridge | Grant Connell Patrick Galbraith     | 7:6, 6:3, 7:6           |
| 21. | 1. November 1993   | Stockholm       | Teppich (i)   | Todd Woodbridge | Gary Muller Danie Visser            | 6:1, 3:6, 6:2           |
| 22. | 7. Februar 1994    | Dubai           | Hartplatz     | Todd Woodbridge | John Fitzgerald Darren Cahill       | 6:7, 6:4, 6:2           |
| 23. | 18. April 1994     | Nizza           | Sand          | Javier Sánchez  | Hendrik Jan Davids Piet Norval      | 7:5, 6:3                |
| 24. | 9. Mai 1994        | Pinehurst       | Sand          | Todd Woodbridge | Jared Palmer Richey Reneberg        | 6:2, 3:6, 6:3           |
| 25. | 4. Juli 1994       | Wimbledon       | Rasen         | Todd Woodbridge | Grant Connell Patrick Galbraith     | 7:6, 6:3, 6:1           |
| 26. | 8. August 1994     | Los Angeles     | Hartplatz     | John Fitzgerald | Scott Davis Brian MacPhie           | 4:6, 6:2, 6:0           |
| 27. | 22. August 1994    | Indianapolis    | Hartplatz     | Todd Woodbridge | Jim Grabb Richey Reneberg           | 6:3, 6:4                |
| 28. | 31. Oktober 1994   | Stockholm       | Teppich (i)   | Todd Woodbridge | Jan Apell Jonas Björkman            | 6:3, 6:4                |
| 29. | 16. Januar 1995    | Sydney          | Hartplatz     | Todd Woodbridge | Trevor Kronemann David Macpherson   | 7:6, 6:4                |
| 30. | 27. März 1995      | Miami           | Hartplatz     | Todd Woodbridge | Jim Grabb Patrick McEnroe           | 6:3, 7:6                |
| 31. | 15. Mai 1995       | Pinehurst       | Sand          | Todd Woodbridge | Sandon Stolle Alex O’Brien          | 6:2, 6:4                |
| 32. | 22. Mai 1995       | Coral Springs   | Sand          | Todd Woodbridge | Sergio Casal Emilio Sánchez Vicario | 6:3, 6:1                |
| 33. | 10. Juli 1995      | Wimbledon       | Rasen         | Todd Woodbridge | Rick Leach Scott Melville           | 7:5, 7:6, 7:6           |
| 34. | 14. August 1995    | Cincinnati      | Hartplatz     | Todd Woodbridge | Mark Knowles Daniel Nestor          | 6:2, 3:0 Aufgabe        |
| 35. | 11. September 1995 | US Open         | Hartplatz     | Todd Woodbridge | Alex O’Brien Sandon Stolle          | 6:3, 6:3                |
| 36. | 8. Januar 1996     | Adelaide        | Hartplatz     | Todd Woodbridge | Jonas Björkman Tommy Ho             | 7:5, 7:6                |
| 37. | 4. März 1996       | Philadelphia    | Teppich (i)   | Todd Woodbridge | Byron Black Grant Connell           | 7:6, 6:2                |
| 38. | 18. März 1996      | Indian Wells    | Hartplatz     | Todd Woodbridge | Brian MacPhie Michael Tebbutt       | 1:6, 6:2, 6:2           |
| 39. | 1. April 1996      | Miami           | Hartplatz     | Todd Woodbridge | Ellis Ferreira Patrick Galbraith    | 6:1, 6:3                |
| 40. | 22. April 1996     | Tokio           | Hartplatz     | Todd Woodbridge | Mark Knowles Rick Leach             | 6:2, 6:3                |
| 41. | 20. Mai 1996       | Coral Springs   | Sand          | Todd Woodbridge | Ivan Baron Brett Hansen-Dent        | 6:3, 6:3                |
| 42. | 17. Juni 1996      | Queen’s Club    | Rasen         | Todd Woodbridge | Sébastien Lareau Alex O’Brien       | 6:3, 7:6                |
| 43. | 8. Juli 1996       | Wimbledon       | Rasen         | Todd Woodbridge | Byron Black Grant Connell           | 4:6, 6:1, 6:3, 6:2      |
| 44. | 29. Juli 1996      | Atlanta         | Hartplatz     | Todd Woodbridge | Neil Broad Tim Henman               | 6:4, 6:4, 6:2           |
| 45. | 9. September 1996  | US Open         | Hartplatz     | Todd Woodbridge | Jacco Eltingh Paul Haarhuis         | 4:6, 7:6, 7:6           |
| 46. | 7. Oktober 1996    | Singapur        | Teppich (i)   | Todd Woodbridge | Martin Damm Andrei Olchowski        | 7:6, 7:6                |
| 47. | 17. November 1996  | Hartford        | Teppich (i)   | Todd Woodbridge | Sébastien Lareau Alex O’Brien       | 6:4, 5:7, 6:2, 7:6      |
| 48. | 27. Januar 1997    | Australian Open | Hartplatz     | Todd Woodbridge | Sébastien Lareau Alex O’Brien       | 4:6, 7:5, 7:5, 6:3      |
| 49. | 31. März 1997      | Miami           | Hartplatz     | Todd Woodbridge | Mark Knowles Daniel Nestor          | 7:6, 7:6                |
| 50. | 7. Juli 1997       | Wimbledon       | Rasen         | Todd Woodbridge | Jacco Eltingh Paul Haarhuis         | 7:6, 7:6, 5:7, 6:3      |
| 51. | 11. August 1997    | Cincinnati      | Hartplatz     | Todd Woodbridge | Mark Philippoussis Patrick Rafter   | 7:6, 4:6, 6:4           |
| 52. | 27. Oktober 1997   | Stuttgart       | Teppich (i)   | Todd Woodbridge | Rick Leach Jonathan Stark           | 6:3, 6:3                |
| 53. | 19. Januar 1998    | Sydney          | Hartplatz     | Todd Woodbridge | Jacco Eltingh Daniel Nestor         | 6:3, 7:5                |
| 54. | 16. Februar 1998   | San José        | Hartplatz (i) | Todd Woodbridge | Nelson Aerts André Sá               | 6:1, 7:5                |
| 55. | 23. Februar 1998   | Memphis         | Hartplatz (i) | Todd Woodbridge | Ellis Ferreira David Roditi         | 6:3, 6:4                |
| 56. | 4. Mai 1998        | München         | Sand          | Todd Woodbridge | Joshua Eagle Andrew Florent         | 6:0, 6:3                |
| 57. | 19. Oktober 1998   | Singapur        | Teppich (i)   | Todd Woodbridge | Mahesh Bhupathi Leander Paes        | 6:2, 6:3                |
| 58. | 15. Februar 1999   | San José        | Hartplatz (i) | Todd Woodbridge | Aleksandar Kitinov Nenad Zimonjić   | 7:5, 6:7, 6:4           |
| 59. | 22. Februar 1999   | Memphis         | Hartplatz (i) | Todd Woodbridge | Sébastien Lareau Alex O’Brien       | 6:3, 6:4                |
| 60. | 10. Januar 2000    | Adelaide        | Hartplatz     | Todd Woodbridge | Lleyton Hewitt Sandon Stolle        | 6:4, 6:2                |
| 61. | 17. Januar 2000    | Sydney          | Hartplatz     | Todd Woodbridge | Lleyton Hewitt Sandon Stolle        | 7:5, 6:4                |
| 62. | 3. April 2000      | Miami           | Hartplatz     | Todd Woodbridge | Martin Damm Dominik Hrbatý          | 6:3, 6:4                |
| 63. | 22. Mai 2000       | Hamburg         | Sand          | Todd Woodbridge | Wayne Arthurs Sandon Stolle         | 6:7, 6:4, 6:3           |
| 64. | 12. Juni 2000      | French Open     | Sand          | Todd Woodbridge | Paul Haarhuis Sandon Stolle         | 7:6, 6:4                |
| 65. | 19. Juni 2000      | Queen’s Club    | Rasen         | Todd Woodbridge | Jonathan Stark Eric Taino           | 6:7, 6:3, 7:6           |
| 66. | 10. Juli 2000      | Wimbledon       | Rasen         | Todd Woodbridge | Paul Haarhuis Sandon Stolle         | 6:3, 6:4, 6:1           |
| 67. | 14. August 2000    | Cincinnati      | Hartplatz     | Todd Woodbridge | Ellis Ferreira Rick Leach           | 7:6, 6:4                |

##### Challenger Tour
| Nr. | Datum        | Turnier    | Belag | Partner           | Finalgegner                    | Ergebnis |
| --- | ------------ | ---------- | ----- | ----------------- | ------------------------------ | -------- |
| 1.  | 1. Juni 1985 | Dortmund   | Sand  | Antony Emerson    | Russell Barlow Mark Buckley    | 7:6, 6:2 |
| 2.  | 11. Mai 1987 | Waiblingen | Sand  | Jaroslav Navrátil | Alex Antonitsch Peter Lundgren | 6:3, 7:5 |

#### Finalteilnahmen
| Nr. | Datum              | Turnier                 | Belag         | Partner         | Finalgegner                        | Ergebnis                 |
| --- | ------------------ | ----------------------- | ------------- | --------------- | ---------------------------------- | ------------------------ |
| 1.  | 28. Juli 1985      | Hilversum               | Sand          | Carl Limberger  | Stefan Simonsson Hans Simonsson    | 3:6, 4:6                 |
| 2.  | 11. Januar 1987    | Auckland                | Hartplatz     | Carl Limberger  | Kelly Jones Brad Pearce            | 6:7, 6:7                 |
| 3.  | 19. Juli 1987      | Bordeaux                | Sand          | Darren Cahill   | Sergio Casal Emilio Sánchez        | 3:6, 3:6                 |
| 4.  | 30. August 1987    | Rye Brook               | Hartplatz     | Carl Limberger  | Lloyd Bourne Jeff Klaparda         | 3:6, 3:6                 |
| 5.  | 3. Januar 1988     | Adelaide                | Hartplatz     | Carl Limberger  | Darren Cahill Mark Kratzmann       | 6:4, 2:6, 5:7            |
| 6.  | 30. September 1990 | Brisbane                | Hartplatz     | Brian Garrow    | Jason Stoltenberg Todd Woodbridge  | 6:2, 4:6, 4:6            |
| 7.  | 15. November 1993  | ATP WM                  | Teppich (i)   | Todd Woodbridge | Jacco Eltingh Paul Haarhuis        | 6:7, 6:7, 4:6            |
| 8.  | 6. Juni 1994       | Queen’s Club            | Rasen         | Todd Woodbridge | Jan Apell Jonas Björkman           | 6:3, 6:7, 4:6            |
| 9.  | 29. August 1994    | US Open                 | Rasen         | Todd Woodbridge | Jacco Eltingh Paul Haarhuis        | 3:6, 6:7                 |
| 10. | 14. November 1994  | ATP WM                  | Teppich (i)   | Todd Woodbridge | Jan Apell Jonas Björkman           | 4:6, 6:4, 6:4, 6:7, 6:7  |
| 11. | 16. Oktober 1995   | Wien                    | Teppich (i)   | Todd Woodbridge | Ellis Ferreira Jan Siemerink       | 4:6, 5:7                 |
| 12. | 19. Februar 1996   | Memphis                 | Hartplatz (i) | Todd Woodbridge | Mark Knowles Daniel Nestor         | 4:6, 5:7                 |
| 13. | 30. Dezember 1996  | Adelaide                | Hartplatz     | Todd Woodbridge | Patrick Rafter Bryan Shelton       | 4:6, 6:1, 3:6            |
| 14. | 29. Mai 1997       | French Open             | Sand          | Todd Woodbridge | Jewgeni Kafelnikow Daniel Vacek    | 6:7, 6:4, 3:6            |
| 15. | 19. Januar 1998    | Australian Open         | Hartplatz     | Todd Woodbridge | Jonas Björkman Jacco Eltingh       | 2:6, 7:5, 6:2, 4:6, 3:6  |
| 16. | 20. April 1998     | Monte Carlo             | Sand          | Todd Woodbridge | Jacco Eltingh Paul Haarhuis        | 4:6, 2:6                 |
| 17. | 8. Juni 1998       | Queen’s Club            | Rasen         | Todd Woodbridge | Jonas Björkman Patrick Rafter      | nicht ausgespielt        |
| 18. | 22. Juni 1998      | Wimbledon               | Rasen         | Todd Woodbridge | Jacco Eltingh Paul Haarhuis        | 6:2, 4:6, 6:7, 7:5, 8:10 |
| 19. | 5. Oktober 1998    | Shanghai                | Hartplatz     | Todd Woodbridge | Mahesh Bhupathi Leander Paes       | 4:6, 7:6, 6:7            |
| 20. | 26. April 1999     | Atlanta                 | Sand          | Todd Woodbridge | Patrick Galbraith Justin Gimelstob | 7:5, 6:7, 3:6            |
| 21. | 7. Juni 1999       | Queen’s Club            | Rasen         | Todd Woodbridge | Sébastien Lareau Alex O’Brien      | 3:6, 6:73                |
| 22. | 4. August 1999     | Cincinnati              | Hartplatz     | Todd Woodbridge | Byron Black Jonas Björkman         | 3:6, 6:76                |
| 23. | 4. Oktober 1999    | Shanghai                | Hartplatz     | Todd Woodbridge | Sébastien Lareau Daniel Nestor     | 5:7, 3:6                 |
| 24. | 11. Oktober 1999   | Singapur                | Hartplatz     | Todd Woodbridge | Maks Mirny Eric Taino              | 3:6, 4:6                 |
| 25. | 18. September 2000 | Olympische Sommerspiele | Hartplatz     | Todd Woodbridge | Sébastien Lareau Daniel Nestor     | 7:5, 3:6, 4:6, 6:72      |

### Mixed

#### Turniersiege
| Nr. | Datum           | Turnier                 | Belag     | Partnerin                | Finalgegner                             | Ergebnis       |
| --- | --------------- | ----------------------- | --------- | ------------------------ | --------------------------------------- | -------------- |
| 1.  | 13. Januar 1992 | Australian Open         | Hartplatz | Nicole Provis            | Arantxa Sánchez Vicario Todd Woodbridge | 6:3, 4:6, 11:9 |
| 2.  | 28. August 1992 | US Open                 | Hartplatz | Nicole Provis            | Helena Suková Tom Nijssen               | 4:6, 6:3, 6:3  |
| 3.  | 21. Juni 1993   | Wimbledon Championships | Rasen     | Martina Navratilova      | Manon Bollegraf Tom Nijssen             | 6:3, 6:4       |
| 4.  | 29. Mai 1995    | French Open             | Sand      | Larisa Savchenko-Neiland | Jill Hetherington John-Laffnie de Jager | 7:68, 7:64     |
| 5.  | 15. Januar 1996 | Australian Open         | Hartplatz | Larisa Savchenko-Neiland | Nicole Arendt Luke Jensen               | 4:6, 7:5, 6:0  |

| Nr. | Datum           | Turnier   | Belag     | Partnerin      | Finalgegner                    | Ergebnis      |
| --- | --------------- | --------- | --------- | -------------- | ------------------------------ | ------------- |
| 1.  | 29. August 1994 | US Open   | Hartplatz | Jana Novotná   | Elna Reinach Patrick Galbraith | 2:6, 4:6      |
| 2.  | 24. Juni 1996   | Wimbledon | Hartplatz | Larisa Neiland | Helena Suková Cyril Suk        | 6:1, 3:6, 2:6 |

## Abschneiden bei bedeutenden Turnieren

### Einzel
Die Tabelle listet die Ergebnisse der Grand-Slam-Turniere, der ATP Finals, der Olympischen Spiele, des Davis Cups und der Masters-Turniere auf.
| Turnier           | 2000 | 1999 | 1998 | 1997 | 1996 | 1995 | 1994 | 1993 | 1992 | 1991 | 1990 | 1989 | 1988 | 1987 | 1986 | 1985 | Karriere |
| ----------------- | ---- | ---- | ---- | ---- | ---- | ---- | ---- | ---- | ---- | ---- | ---- | ---- | ---- | ---- | ---- | ---- | -------- |
| Australian Open   | 2    | 2    | 1    | 3    | HF   | 3    | 1    | 2    | 3    | AF   | 3    | 3    | 3    | 2    |      | 3    | 1 × HF   |
| French Open       | —    | 1    | 1    | AF   | 1    | 2    | 3    | 3    | 1    | 1    | —    | 3    | 3    | —    | 1    | —    | 1 × AF   |
| Wimbledon         | 1    | 2    | 3    | AF   | 1    | 3    | 2    | 2    | 2    | 1    | AF   | 1    | AF   | 2    | 1    | —    | 3 × AF   |
| US Open           | —    | 2    | 1    | 3    | 1    | 2    | 1    | 1    | 3    | 1    | —    | 2    | AF   | AF   | 1    | —    | 2 × AF   |
| ATP Finals        | —    | —    | —    | —    | —    | —    | —    | —    | —    | —    | —    | —    | —    | —    | —    | —    | —        |
| Indian Wells      | —    | 1    | 1    | 1    | 2    | 1    | 1    | —    | 1    | —    | —    | 2    | —    | —    | —    | —    | 2 × 2R   |
| Miami             | —    | 1    | 2    | 1    | 2    | AF   | AF   | VF   | —    | —    | —    | —    | —    | —    | —    | —    | 1 × VF   |
| Monte Carlo       | —    | —    | 2    | 1    | —    | 2    | 2    | —    | —    | 1    | —    | —    | —    | —    | —    | —    | 3 × 2R   |
| Rom               | —    | —    | 1    | 1    | —    | —    | —    | —    | —    | 2    | —    | —    | —    | —    | —    | —    | 1 × 2R   |
| Hamburg           | —    | —    | —    | —    | —    | —    | —    | —    | —    | —    | —    |      |      |      |      |      | —        |
| Kanada            | —    | 1    | —    | —    | 1    | —    | —    | —    | —    | 1    | 1    | —    | —    | —    | —    | —    | 4 × 1R   |
| Cincinnati        | —    | 1    | 1    | 2    | AF   | 2    | 2    | AF   | AF   | 1    | —    | —    | —    | —    | —    | —    | 3 × AF   |
| Stockholm         |      |      |      |      |      |      | 2    | 1    | 1    | —    | —    |      |      |      |      |      | 1 × 2R   |
| Essen             |      |      |      |      |      | AF   |      |      |      |      |      |      |      |      |      |      | 1 × AF   |
| Stuttgart         | —    | —    | 2    | 1    | AF   |      |      |      |      |      |      |      |      |      |      |      | 1 × AF   |
| Paris             | —    | —    | —    | 1    | 1    | 2    | AF   | VF   | 1    | —    | —    | —    | —    | —    | —    |      | 1 × VF   |
| Olympische Spiele | —    |      |      |      | —    |      |      |      | —    |      |      |      | —    |      |      |      | —        |
| Davis Cup         | —    | —    | 1    | HF   | —    | 1    | 1    | F    | —    | —    | —    | 1    | VF   | —    | —    | —    | 1 × F    |

Zeichenerklärung: S = Turniersieg; F, HF, VF, AF = Einzug ins Finale, Halb-, Viertel-, Achtelfinale; 1, 2, 3 = Ausscheiden in der 1., 2., 3. Haupt- / Finalrunde; Q1, Q2, Q3 = Ausscheiden in der 1., 2. 3. Qualifikationsrunde; RR = Round Robin (Gruppenphase); nicht ausgetragen oder andere Kategorie; PO (Playoff), P2 = Auf-/Abstiegsrunde zur Weltgruppe I/II im Davis Cup; W2 = Teilnahme in der Weltgruppe II

### Doppel
Die Tabelle listet die Ergebnisse der Grand-Slam-Turniere, der ATP Finals, der Olympischen Spiele, des Davis Cups und der Masters-Turniere auf.
| Turnier           | 2000 | 1999 | 1998 | 1997 | 1996 | 1995 | 1994 | 1993 | 1992 | 1991 | 1990 | 1989 | 1988 | 1987 | 1986 | 1985 | 1984 | Karriere |
| ----------------- | ---- | ---- | ---- | ---- | ---- | ---- | ---- | ---- | ---- | ---- | ---- | ---- | ---- | ---- | ---- | ---- | ---- | -------- |
| Australian Open   | HF   | HF   | F    | S    | 1    | AF   | VF   | 1    | S    | HF   | 2    | HF   | 2    | 1    |      | 1    | 1    | 2 × S    |
| French Open       | S    | 1    | AF   | F    | HF   | 1    | VF   | HF   | AF   | AF   | —    | AF   | HF   | 2    | 2    | —    | —    | 1 × S    |
| Wimbledon         | S    | VF   | F    | S    | S    | S    | S    | S    | HF   | VF   | —    | 2    | VF   | VF   | AF   | —    | —    | 6 × S    |
| US Open           | 2    | VF   | AF   | 1    | S    | S    | F    | AF   | HF   | HF   | 1    | S    | 2    | 1    | —    | —    | —    | 3 × S    |
| ATP Finals        | —    | HF   | RR   | RR   | S    | HF   | F    | F    | S    | HF   | —    | —    | —    | —    | —    | —    | —    | 2 × S    |
| Indian Wells      | VF   | AF   | AF   | HF   | S    | HF   | VF   | —    | VF   | —    | —    | VF   | —    | —    | —    | —    | —    | 1 × S    |
| Miami             | S    | —    | 2    | S    | S    | S    | AF   | —    | —    | —    | —    | —    | —    | —    | —    | —    |      | 4 × S    |
| Monte Carlo       | —    | AF   | F    | —    | —    | AF   | AF   | —    | —    | AF   | —    | —    | —    | —    | —    | —    | —    | 1 × F    |
| Rom               | AF   | —    | 1    | 1    | —    | —    | —    | —    | 1    | 1    | —    | —    | —    | —    | —    | —    | —    | 1 × AF   |
| Hamburg           | S    | —    | —    | —    | —    | —    | —    | —    | —    | 1    | —    |      |      |      |      |      |      | 1 × S    |
| Kanada            | —    | 1    | —    | —    | VF   | —    | —    | —    | —    | HF   | AF   | —    | —    | —    | —    | —    | —    | 1 × HF   |
| Cincinnati        | S    | F    | VF   | S    | VF   | S    | HF   | 1    | S    | 1    | 1    | —    | —    | —    | —    | —    | —    | 4 × S    |
| Stockholm         |      |      |      |      |      |      | S    | S    | S    | —    | —    |      |      |      |      |      |      | 3 × S    |
| Essen             |      |      |      |      |      | HF   |      |      |      |      |      |      |      |      |      |      |      | 1 × HF   |
| Stuttgart         | 1    | HF   | VF   | S    | VF   |      |      |      |      |      |      |      |      |      |      |      |      | 1 × S    |
| Paris             | —    | VF   | VF   | AF   | HF   | HF   | HF   | VF   | AF   | VF   | —    | —    | —    | —    | —    |      |      | 3 × HF   |
| Olympische Spiele | F    |      |      |      | S    |      |      |      | —    |      |      |      | —    |      |      |      |      | 1 × S    |
| Davis Cup         | F    | S    | 1    | HF   | PO   | 1    | 1    | F    | —    | —    | —    | —    | —    | —    | —    | —    | —    | 1 × S    |

Zeichenerklärung: S = Turniersieg; F, HF, VF, AF = Einzug ins Finale, Halb-, Viertel-, Achtelfinale; 1, 2, 3 = Ausscheiden in der 1., 2., 3. Haupt- / Finalrunde; Q1, Q2, Q3 = Ausscheiden in der 1., 2. 3. Qualifikationsrunde; RR = Round Robin (Gruppenphase); nicht ausgetragen oder andere Kategorie; PO (Playoff), P2 = Auf-/Abstiegsrunde zur Weltgruppe I/II im Davis Cup; W2 = Teilnahme in der Weltgruppe II

### Mixed
| Turnier         | 1986 | 1987 | 1988 | 1989 | 1990 | 1991 | 1992 | 1993 | 1994 | 1995 | 1996 | 1997 | 1998 | 1999 | 2000 | Karriere |
| --------------- | ---- | ---- | ---- | ---- | ---- | ---- | ---- | ---- | ---- | ---- | ---- | ---- | ---- | ---- | ---- | -------- |
| Australian Open |      |      | 1    | —    | —    | AF   | S    | AF   | VF   | —    | S    | —    | —    | —    | VF   | S        |
| French Open     | 1    | VF   | 1    | 2    | —    | VF   | HF   | —    | AF   | S    | HF   | —    | —    | HF   | HF   | S        |
| Wimbledon       | —    | 1    | AF   | 2    | 2    | 2    | AF   | S    | VF   | HF   | F    | —    | —    | —    | —    | S        |
| US Open         | —    | AF   | 1    | 1    | HF   | AF   | S    | F    | VF   | 1    | AF   | —    | AF   | —    | 1    | S        |